# Phedimus kamtschaticus
Phedimus kamtschaticus (Fisch.) 't Hart è una pianta appartenente alla famiglia Crassulaceae originaria dell'Asia nord-orientale.

## Distribuzione e habitat
Il suo areale si estende da Corea, Giappone e nord della Cina alla Čukotka.